# Célio Taveira
Célio Taveira Filho (Santos, 16 de octubre de 1940 – João Pessoa, Paraíba, 29 de mayo de 2020) fue un futbolista brasileño que jugaba como delantero.

## Biografía
En 1957 y con 16 años fue descartado en el Santos por deficiencias técnicas y al año siguiente inició su carrera en el Portuguesa Santista de Santos, su ciudad natal, como lateral izquierdo. En 1959 pasó a la Associação Atlética Ponte Preta, de Campinas, y en 1960 al Jabaquara Atlético Clube, de Santos. En 1963 debutó en el Vasco da Gama, frente al Dukla Praga de Checoslovaquia. Anotó cien goles para el Vasco y alcanzó el puesto 16 entre los goleadores del club. Ganó el Torneo Río-São Paulo de 1966 y fue elegido mejor jugador del año del club en 1963, 1965 y 1966.
En 1967 fue transferido al Club Nacional de Football de Uruguay. Marcó 21 goles para el club en Copa Libertadores, por lo que es el tercer goleador brasileño de la Copa y el segundo de Nacional. Fue bicampeón uruguayo en 1969 y 1970 y disputó la final de la Copa Libertadores 1967, que Nacional perdió ante Racing Club. En total convirtió 89 goles en 173 partidos.
Durante parte de su estancia en Montevideo, condujo un programa de música en radio El Espectador, llamado La discoteca de Célio.
En 1970 se incorporó al Corinthians donde jugó 26 partidos y marcó cuatro goles. En 1972 pasó al Operário Futebol Clube, de Campo Grande (Mato Grosso del Sur), equipo en el que se retiró a los 32 años. Su retiro estuvo motivado por las secuelas de una lesión en la clavícula, provocada por un choque con Rivelino en un entrenamiento mientras ambos jugaban para el Corinthians.
También integró la selección de Brasil, junto a Pelé. Fue el último futbolista en ser descartado por Vicente Feola para disputar la Copa Mundial de 1966, disputada en Inglaterra.
A partir de los años 1970 residió en João Pessoa, capital de Paraíba, donde trabajó en una empresa de embalaje para exportación de fruta y como comentarista deportivo para una emisora de la red Central Brasileira de Notícias.
Falleció el 29 de mayo de 2020, a los 79 años, víctima de COVID-19.

## Clubes
| Club                | País    | Año       |
| ------------------- | ------- | --------- |
| Portuguesa Santista | Brasil  | 1958      |
| Ponte Preta         | Brasil  | 1959      |
| Jabaquara           | Brasil  | 1960-1962 |
| Vasco da Gama       | Brasil  | 1963-1966 |
| Nacional            | Uruguay | 1967-1970 |
| Corinthians         | Brasil  | 1970-1971 |
| Operário            | Brasil  | 1972      |